# Aidia acuminata
Aidia acuminata là một loài thực vật có hoa trong họ Thiến thảo. Loài này được (Blume) K.M.Wong mô tả khoa học đầu tiên năm 1984.